# 7-й Западновирджинский пехотный полк
7-й Западновирджинский добровольческий пехотный полк (англ. 7th West Virginia Volunteer Infantry Regiment) — пехотный полк, добровольческое подразделение армии Союза, набранное в западной Вирджинии во время Гражданской войны в США.
Сражался почти исключительно в «Гибралтарской бригаде» в составе Потомакской армии. Полк получил прозвище «Кровавый седьмой», поскольку среди западновирджинских полков прошёл больше всех сражений и потерял больше всех людей.

## Формирование
7-й Западновирджинский (до июня 1863 года — «7-й вирджинский») был сформирован в Крафтоне, Портланде, Гринланде, Кэмероне, Моргантауне и Уилинге в Западной Вирджинии между 16 июля и 3 декабря 1861 года. Его роты были набраны в западновирджинских округах Мононгалия, Мэрион, Маршалл, Тейлор, Огайо и Престон, а также в огайском округе Монро и пенсильванском округе Грин. Полк был передан железнодорожному департаменту Западной Вирджинии и первое время использовался для охраны железных дорог. 9 ноября 1861 года первым командиром полка стал полковник Джеймс Эванс, подполковником с 16 сентября являлся Джон Г. Келли.

## Боевой путь
Полк сражался в кампании в долине Шенандоа, где числился в корпусе Натаниэля Бэнкса, и принимал участие в ряде мелких операций, а в мае участвовал в сражении при Порт-Репаблик. Впоследствии он был переведён во II корпус Потомакской армии и включен в бригаду Натана Кимбалла. 2 августа уволился полковник Эванс, и 22 августа новым командиром полка стал полковник Джозеф Снайдер.
Бригада участвовала в Мерилендской кампании и во время сражения при Энтитеме 7-й западновирджинский был задействован для атаки центра Северовирджинской армии у так называемой «Санкен-Роуд». За четыре часа боёв полк потерял 145 человек убитыми и ранеными.
После сражения полк дислоцировался в Харперс-Ферри до конца октября, а затем был направлен в Фалмут, и участвовал в сражении при Фредериксберге, где в составе II корпуса штурмовал высоты Мари. Во время этой атаки был ранен бригадный командир Кимбалл, и бригаду передали командиру 8-го огайского полка, полковнику Самуэлю Кэроллу.
Через месяц он участвовал в неудачном Грязевом марше Бернсайда.
В начале мая 1863 года полк участвовал в сражении при Чанселорсвилле. В этом сражении был ранен полковник Снайдер и командование принял подполковник Локвуд.
В июне, в ходе геттисбергской кампании, полк отправился в Пенсильванию вместе с бригадой Кэролла и 2 июля в ходе сражения при Геттисберге оборонял Кладбищенский Хребет. Вечером того дня этот полк, вместе с 4-м огайским и 14-м индианским, участвовал в отражении атаки «Луизианских тигров» на Кладбищенский холм. Потери полка в ходе сражения были столь велики, что полк был переформирован в батальон из четырёх рот. Снайдер покинул армию по состоянию здоровья, поэтому командиром батальона стал подполковник Локвуд.
В то же самое время, в июне 1863 года, в состав Союза был официально введен штат Западная Вирджиния, поэтому 7-й вирджинский был переименован в «7-й западновирджинский».
Осенью он участвовал в кампании Бристо и сражении при Майн-Ран.
В феврале 1864 года полк участвовал в бою при Мортонс-Форд (где Локвуд был ранен осколком снаряда), а затем принял участие в оверлендской кампании генерала Гранта. Во время сражения при Спотсильвейни он участвовал в атаке «Подковы мула», где был ранен подполковник Локвуд — ранение было таким тяжелым, что он уже не вернулся в строй и уволился из армии 6 декабря. 15 декабря Исаак Фишер, капитан роты «D», был повышен в звании до подполковника и возглавил 7-й западновирджинский.
Весной 1865 года 7-й западновирджинский участвовал в сражении при Хэтчерс-Ран, а после падения Питерсберга участвовал в преследовании Северовирджинской армии. После капитуляции генерала Ли полк присутствовал на Большом Смотре в Вашингтоне 23 мая, а затем был отправлен в кентуккийский Луисвилль.
7-й западновирджинский был расформирован 1 июня 1865 года.
За всю войну полк потерял убитыми и ранеными 9 офицеров и 133 рядовых, а также 4 офицера и 154 рядовых выбыло из строя по болезни, итого общие потери полка составили 300 человек.